# Shogun
För andra betydelser, se Shogun (olika betydelser).

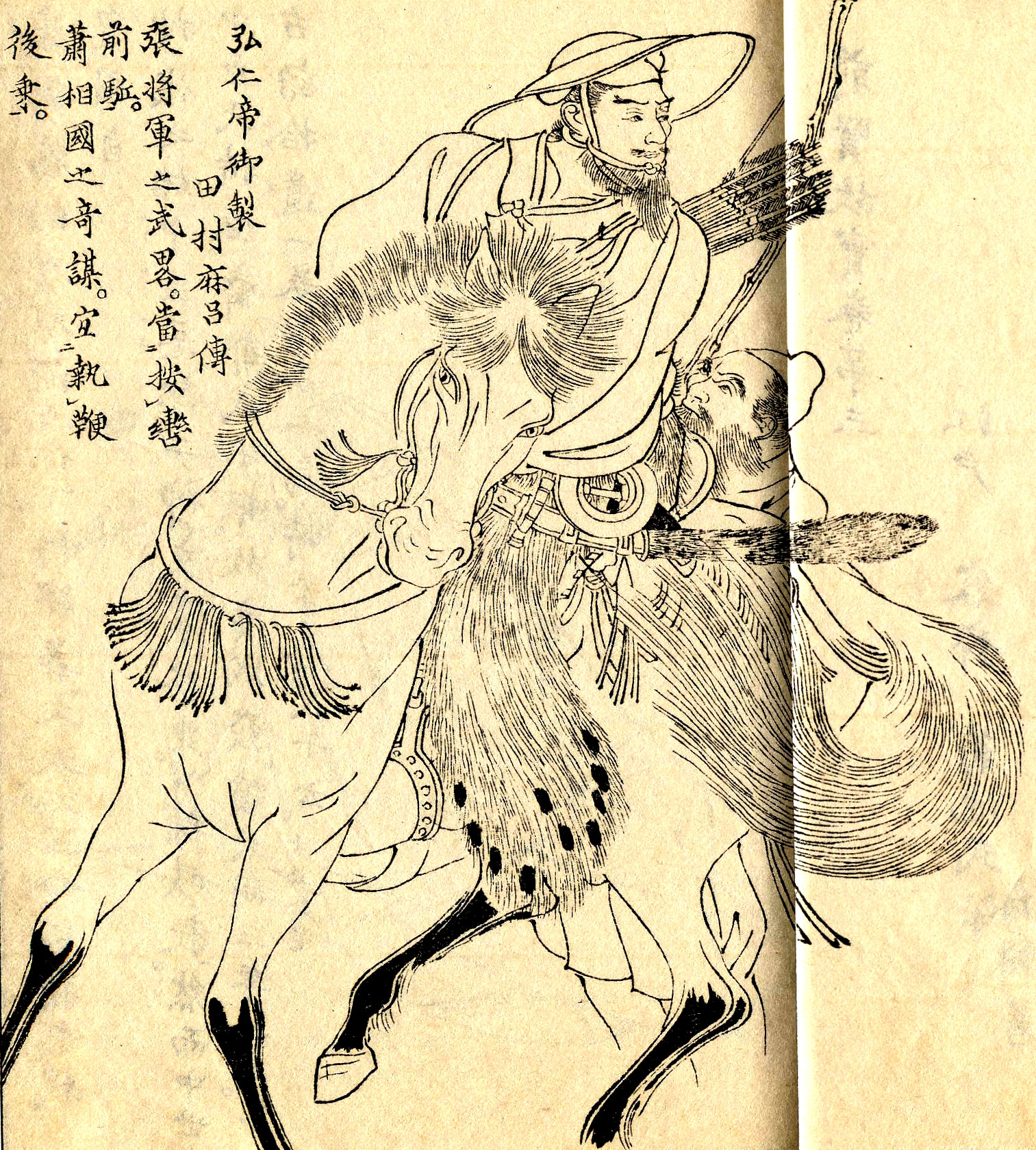
Sakanoue no Tamuramaro, den andre generalen att få titeln shogun.

Minamoto no Yoritomo, förste shogun under Kamakurashogunatet.

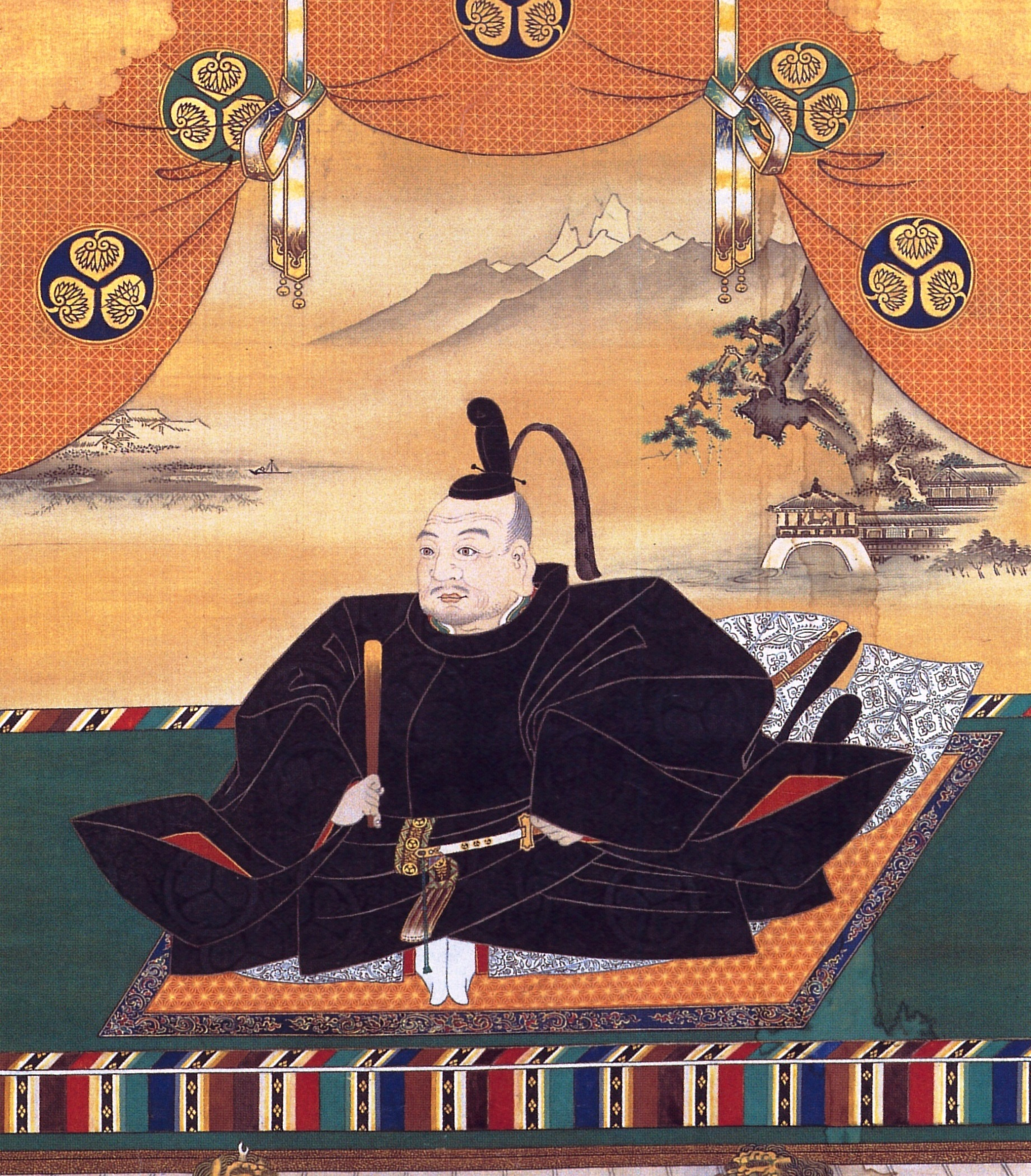
Tokugawa Ieyasu, den förste Tokugawashogunen.

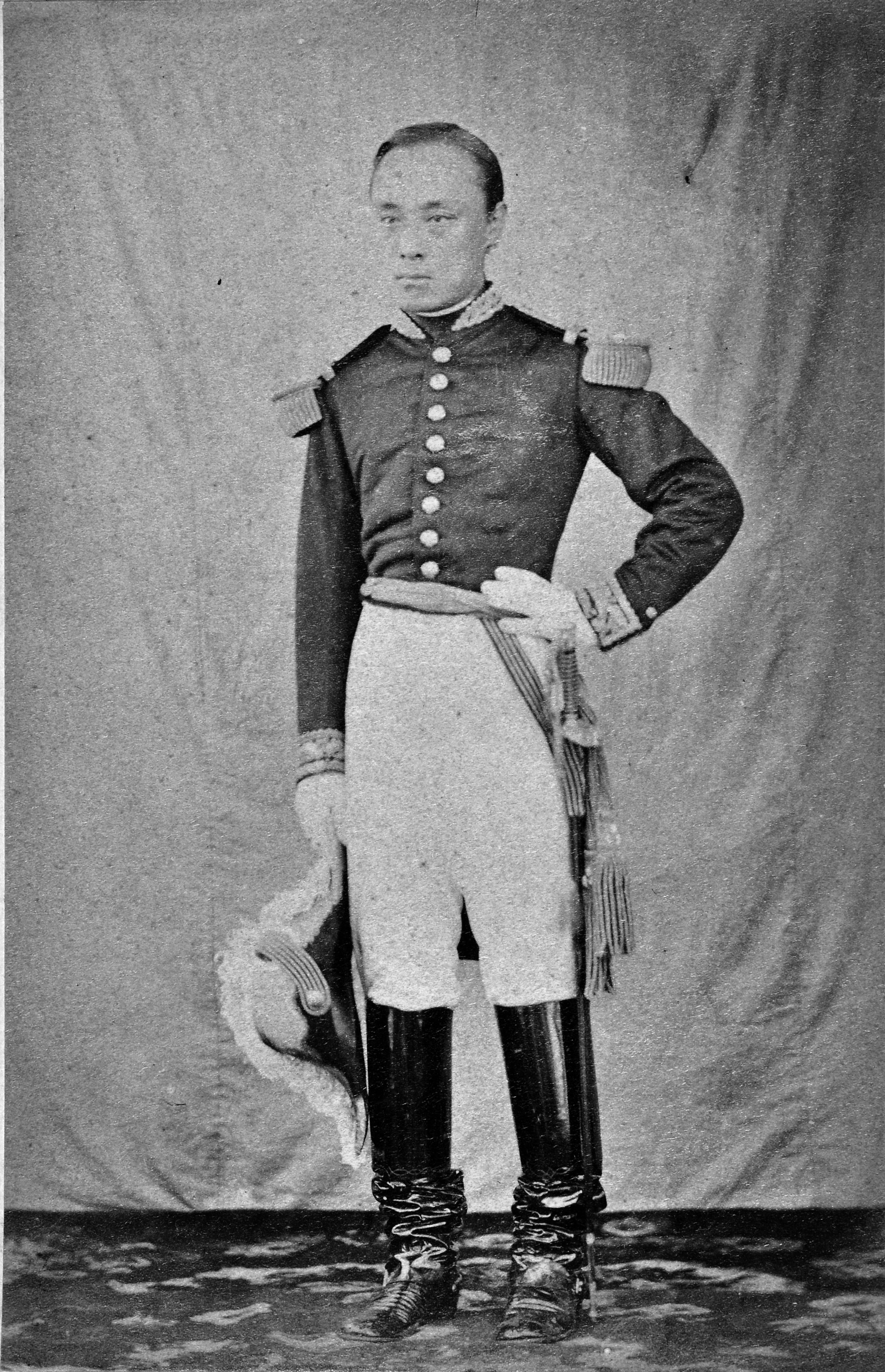
Tokugawa Yoshinobu, den siste shogunen.

Shogun (japanska: 将軍?, shōgun), egentligen sei'i taishōgun (征夷大将軍), "fältherre som kväser barbarer", var en japansk titel som ursprungligen användes för att beteckna fältherrar som på kejsarens uppdrag genomförde fälttåg mot Japans ursprungsbefolkning, ainu.
Från 1192 till 1868 (med vissa undantag, exempelvis 1333-1336) kom titeln att användas som en beteckning för Japans högsta militära befälhavare (periodvis landets de facto-härskare). Titeln kampaku användes mellan 1585 och 1598.

## Tokugawashogunatet
Under Tokugawashogunatet var Japan en militärdiktatur med shogunen i Edo som landets verklige härskare. Kejsarens Kyoto var fortfarande landets officiella huvudstad, men kejsarfamiljen och adeln runt den hade ingen reell makt. Under perioden isolerade sig Japan från omvärlden och tillät bara ytterst begränsad kontakt med omvärlden i form av holländska protestantiska handelsmän på ön Dejima i Nagasakis hamn.
Shogunatet började krackelera i mitten av 1800-talet, vilket slutligen öppnade för Meijirestaurationen, då kejsaren efter 250 år återfick makten, shogunatet avvecklades och samurajerna omskolades.

## Japanska shoguner
Årtalen avser tiden då respektive shogun satt vid makten eller innehade titeln
| Namn                   | Regeringsperiod | Utnämningsår enligt japansk tideräkning                   | Shogunat |
| ---------------------- | --------------- | --------------------------------------------------------- | -------- |
| Ōtomo no Otomaro       | 794 - ?         | Enryaku 13                                                |          |
| Sakanoue no Tamuramaro | 797 - 811(?)    | Enryaku 16                                                |          |
| Funya no Watamaro      | 813 - 816       | Kōnin 4                                                   |          |
| Fujiwara no Tadabumi   | 940             | Tengyō 3                                                  |          |
| Minamoto no Yoshinaka  | 1184            | Juei 3 / Genryaku 1                                       |          |
| Första shogunatet      |                 |                                                           |          |
| Minamoto no Yoritomo   | 1192 - 1199     | Kenkyū 3                                                  | Kamakura |
| Minamoto no Yoriie     | 1201 - 1203     | Shōji 3 / Kennin 1                                        | Kamakura |
| Minamoto no Sanetomo   | 1203 - 1219     | Kennin 3                                                  | Kamakura |
| Kujo Yoritsune         | 1226 - 1244     | Karoku 2                                                  | Kamakura |
| Kujo Yoritsugu         | 1244 - 1252     | Kangen 2                                                  | Kamakura |
| Prins Munetaka         | 1252 - 1266     | Kenchō 4                                                  | Kamakura |
| Prins Koreyasu         | 1266 - 1289     | Bunei 3                                                   | Kamakura |
| Prins Hisaaki          | 1289 - 1308     | 2                                                         | Kamakura |
| Prins Morikuni         | 1308 - 1333     | Tokuji 3 / Enkei 1                                        | Kamakura |
| Ashikaga Takauji       | 1338 - 1358     | 1                                                         | Ashikaga |
| Ashikaga Yoshiakira    | 1358 - 1367     | 3                                                         | Ashikaga |
| Ashikaga Yoshimitsu    | 1367 - 1394     | 6                                                         | Ashikaga |
| Ashikaga Yoshimochi    | 1394 - 1423     | Meitoku 4 (Norra tronen) Genchū 10 (Södra tronen) / Ōei 1 | Ashikaga |
| Ashikaga Yoshikazu     | 1423 - 1425     | Ōei 30                                                    | Ashikaga |
| Ashikaga Yoshinori     | 1429 - 1441     | Shōchō 2 / Eikyō 1                                        | Ashikaga |
| Ashikaga Yoshikatsu    | 1442 - 1443     | Kakitsu 2                                                 | Ashikaga |
| Ashikaga Yoshimasa     | 1449 - 1473     | Bunnan 7 / Hōtoku 1                                       | Ashikaga |
| Ashikaga Yoshihisa     | 1473 - 1489     | Bunmei 5                                                  | Ashikaga |
| Ashikaga Yoshiki       | 1490 - 1493     | Entoku 2                                                  | Ashikaga |
| Ashikaga Yoshizumi     | 1494 - 1508     | Meiō 3                                                    | Ashikaga |
| Ashikaga Yoshitane     | 1508 - 1521     | Eishō 5                                                   | Ashikaga |
| Ashikaga Yoshiharu     | 1521 - 1546     | Eishō 18 / Daiei 1                                        | Ashikaga |
| Ashikaga Yoshiteru     | 1546 - 1565     | Tenbun 15                                                 | Ashikaga |
| Ashikaga Yoshihide     | 1568            | Eiroku 11                                                 | Ashikaga |
| Ashikaga Yoshiaki      | 1568 - 1573     | Eiroku 11                                                 | Ashikaga |
| Andra shogunatet       |                 |                                                           |          |
| Tokugawa Ieyasu        | 1603 - 1605     | Keichō 8                                                  | Tokugawa |
| Tokugawa Hidetada      | 1605 - 1623     | Keichō 10                                                 | Tokugawa |
| Tokugawa Iemitsu       | 1623 - 1651     | Genna 9                                                   | Tokugawa |
| Tokugawa Ietsuna       | 1651 - 1680     | Keian 4                                                   | Tokugawa |
| Tokugawa Tsunayoshi    | 1680 - 1709     | Enpō 8                                                    | Tokugawa |
| Tokugawa Ienobu        | 1709 - 1712     | Hōei 6                                                    | Tokugawa |
| Tokugawa Ietsugu       | 1712 - 1716     | Shōtoku 2                                                 | Tokugawa |
| Tokugawa Yoshimune     | 1716 - 1745     | Shōtoku 6 / Kyōhō 1                                       | Tokugawa |
| Tokugawa Ieshige       | 1745 - 1760     | Enkyō 2                                                   | Tokugawa |
| Tokugawa Ieharu        | 1760 - 1786     | Hōreki 10                                                 | Tokugawa |
| Tokugawa Ienari        | 1787 - 1837     | Tenmei 7                                                  | Tokugawa |
| Tokugawa Ieyoshi       | 1837 - 1853     | Tenpō 8                                                   | Tokugawa |
| Tokugawa Iesada        | 1853 - 1858     | Kaei 6                                                    | Tokugawa |
| Tokugawa Iemochi       | 1858 - 1866     | Ansei 5                                                   | Tokugawa |
| Tokugawa Yoshinobu     | 1866 - 1867     | Keiō 2                                                    | Tokugawa |